# Christine Palau
Pour les articles homonymes, voir Palau.
Christine Palau, née le 11 juin 1930 à Paris et morte le 26 novembre 2014 à Cervens, est une gymnaste artistique française.
Elle dispute les Jeux olympiques d'été de 1948 à Londres, terminant dixième du concours général par équipes.
Aux Championnats du monde de gymnastique artistique 1950, elle est médaillée d'argent au concours général par équipes.